# Rua Nova do Carvalho

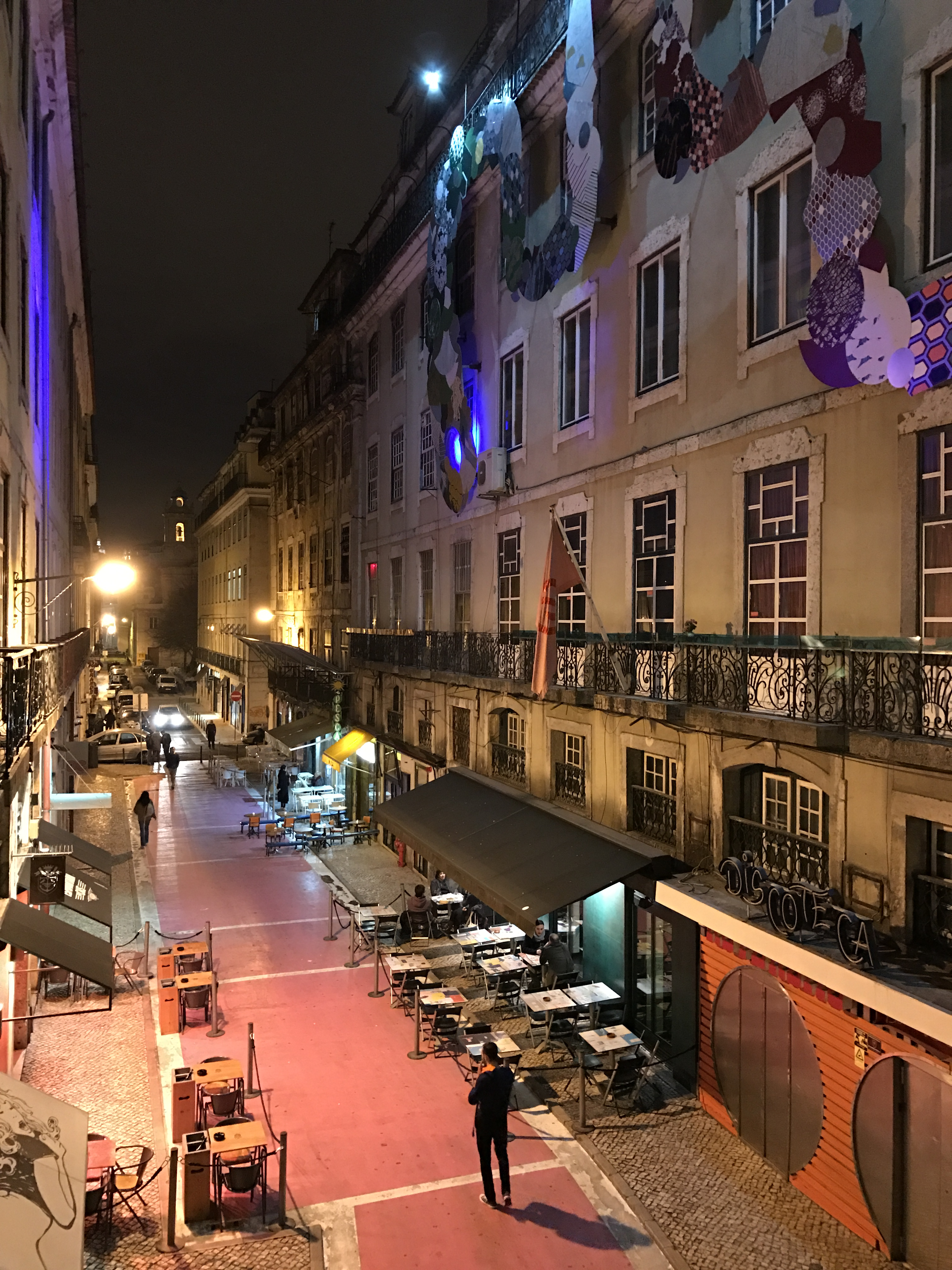
Rua Nova do Carvalho

A Rua Nova do Carvalho é um arruamento que liga a  Travessa do Corpo Santo à Praça de São Paulo, na zona do Cais do Sodré, freguesia da Misericórdia em Lisboa. 
No início do século XIX, todo o Cais do Sodré era uma área muito poluída, com praias fluviais sujas de lama. A partir de 1855, esta área começou a ser tratada e ampliada. Já no final do século XIX era “uma referência social da época”, palco para intelectuais, burgueses, dândis, artistas e indivíduos da classe alta. 

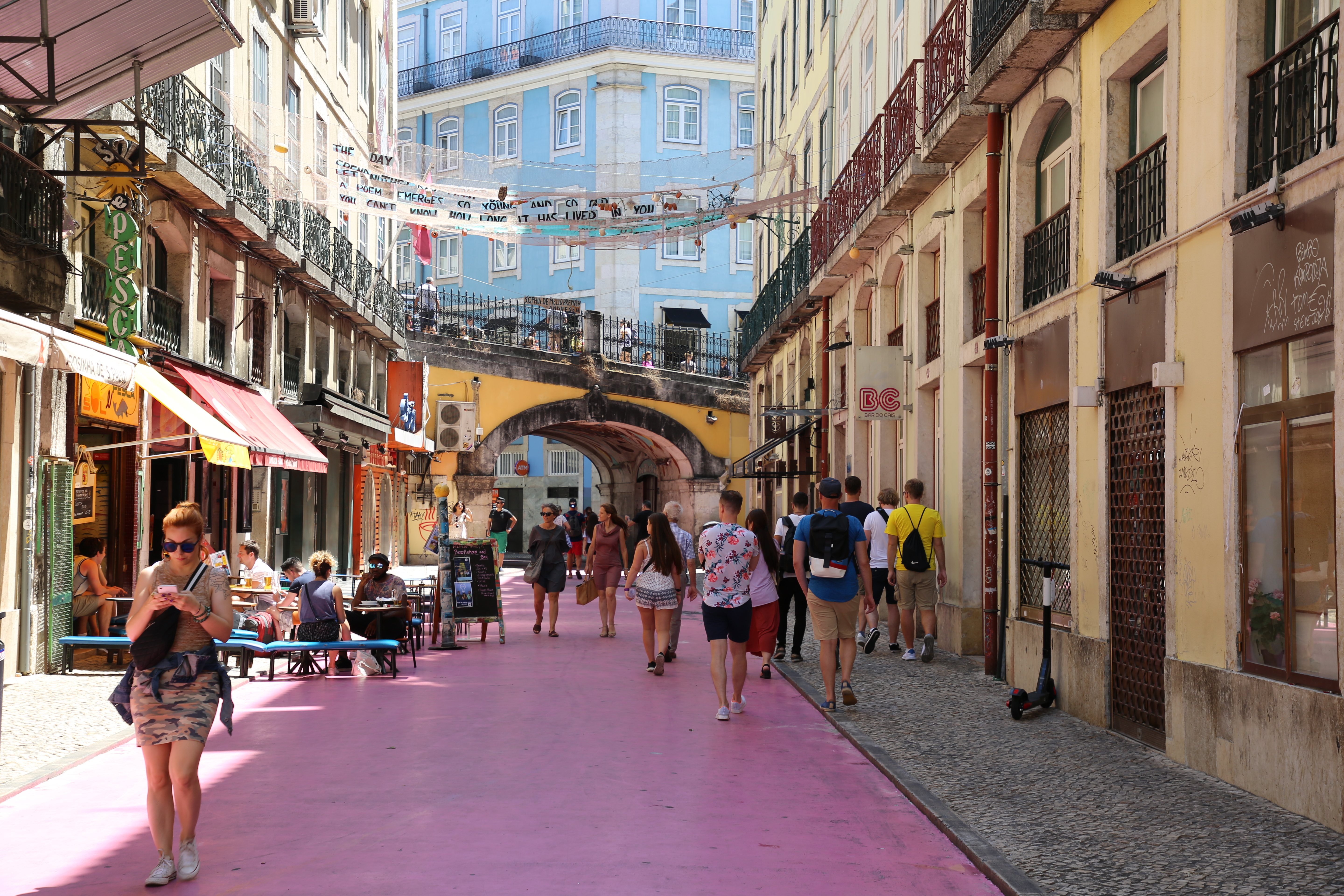
Rua Nova do Carvalho

Na década de 1920, a sua fácil acessibilidade aos marinheiros e funcionários portuários, fizeram com que surgisse uma noite alternativa no Cais do Sodré, principalmente na Rua Nova do Carvalho (hoje a Rua Cor de Rosa). Entre 1930 e 1980, surgiram as primeiras discotecas como a Jamaica, a Europa, o Tamisa (hoje conhecida por Tóquio), Texas Bar (atualmente o Music Box), Shangri-La (conhecido como o Bar do Cais), entre outras. A Pensão Amor, antes um lugar duvidoso e frequentado por marinheiros, é hoje “um dos clubes mais exclusivos da cidade”.
Actualmente conhecida como Rua Cor‑de‑Rosa devido cor do asfalto, uma iniciativa da Associação do Cais do Sodré com o apoio da Câmara Municipal de Lisboa, com o objetivo de revitalizar a zona em 2011.  A pintura da faixa de rodagem consolidou o desejo de transformação do bairro por parte dos comerciantes e clientes. Em 2013 desenvolveu-se um projecto de intervenção urbana, da autoria do arquitecto português José Adrião, onde se nivelou a faixa de rodagem com os passeios laterais, facilitando a instalação de esplanadas e mobiliário urbano. Instalaram-se também expositores para apresentação de propostas artísticas de vários autores contemporâneos.
Foi eleita em 2015, pelo New York Times, como uma das 12 melhores ruas da Europa. 
1. ↑  Paiva, Ana Sofia (31 de janeiro de 2019). «As várias vidas do Cais do Sodré». FCSH+Lisboa. Consultado em 29 de novembro de 2023
2. ↑  Seixas, Francisco. «Memórias de Lisboa». www.memoriasdelisboa.pt. Consultado em 29 de novembro de 2023
3. ↑  «Rua Cor de Rosa». José Adrião Arquitetos. Consultado em 29 de novembro de 2023
4. ↑  «Favorite Streets in 12 European Cities». The New York Times (em inglês). 16 de abril de 2015. ISSN 0362-4331. Consultado em 29 de novembro de 2023